# Alexej Gerassimez
Alexej Gerassimez (* 1987 in Essen) ist ein deutscher Perkussionist und Komponist. Sein Repertoire umfasst Klassik, Neue Musik, Jazz, Minimal Music und eigene Kompositionen.

## Wirken
Gerassimez stammt wie seine Brüder, der Cellist Wassily Gerassimez und der Pianist Nicolai Gerassimez, aus einer Musikerfamilie. 2012 veröffentlichte er seine erste CD. Seit November 2017 ist er Professor für Schlagzeug an der Hochschule für Musik und Theater München, wo er die Stelle seines 2016 verstorbenen Lehrers Peter Sadlo übernommen hat. Als Gastdozent ist er am Birmingham Conservatoire tätig.
2016 gewann er den Musikpreis des Verbandes der Deutschen Konzertdirektionen, 2014 den 2. Preis im Fach Schlagzeug des Internationalen Musikwettbewerbs der ARD und den Sonderpreis für die beste Interpretation der Auftragskomposition. Als Artist in Residence trat er 2019 beim Jazzfestival Viersen sowohl im Trio mit Julius Heise und David Friedman als auch im Duo mit Omer Klein auf.